# Мар'ян Енаке
Мар'ян Енаке (5 серпня 1995 , Тиргу-Кербунешть, Горж ) — румунський веслувальник, олімпійський чемпіон 2024 року, чемпіон Європи.

## Виступи на Олімпіадах
| Олімпіада  | Дисципліна   | Місце |
| ---------- | ------------ | ----- |
| Токіо 2020 | парні двійки | 9     |
| Париж 2024 | парні двійки | 1     |

## Зовнішні посилання
- Мар'ян Енаке на сайті World Rowing (англійська)
- Мар'ян Енаке на сайті Olympics.com (англійська)
- Мар'ян Енаке на сайті Olympedia (англійська)
- Мар'ян Енаке на сайті Romanian Olympic Committee (румунська)